# Puccinia sii-falcariae
Puccinia sii-falcariae (Pers.) J. Schröt. – gatunek grzybów z rodziny rdzowatych (Pucciniaceae). Grzyb mikroskopijny pasożytujący na sierpnicy pospolitej i wywołujący u niej chorobę zwaną rdzą.

## Systematyka i nazewnictwo
Pozycja w klasyfikacji według Index Fungorum: Puccinia, Pucciniaceae, Pucciniales, Incertae sedis, Pucciniomycetes, Pucciniomycotina, Basidiomycota, Fungi.
Takson ten opisał w 1794 r. Christiaan Hendrik Persoon nadając mu nazwę Aecidium sii-falcariae. Obecną, uznaną przez Index Fungorum nazwę nadał mu Joseph Schröter w 1887 r.
Synonimy:
- Aecidium sii-falcariae Pers. 1794
- Dicaeoma sii-falcariae (Pers.) Kuntze 1898

## Morfologia i rozwój
Puccinia sii-falcariae jest pasożytem jednodomowym, tzn., że jego cykl życiowy odbywa się na jednym żywicielu. Jest też rdzą niepełnocyklową, nie wytwarza urediniów. Ecja liczne, występujące na obydwu powierzchniach wszystkich liści. Mają kubkowaty kształt, białawe, gładkie i cienkie ściany. Teliospory z cienkim, szklistym trzonkiem.
Jest pasożytem układowym atakującym wszystkie liście rośliny. Mają one zdeformowany, niezdrowy wygląd, a porażona roślina staje się bezpłodna.
Jest monofagiem występującym wyłącznie na sierpnicy pospolitej (Falcaria vulgaris).

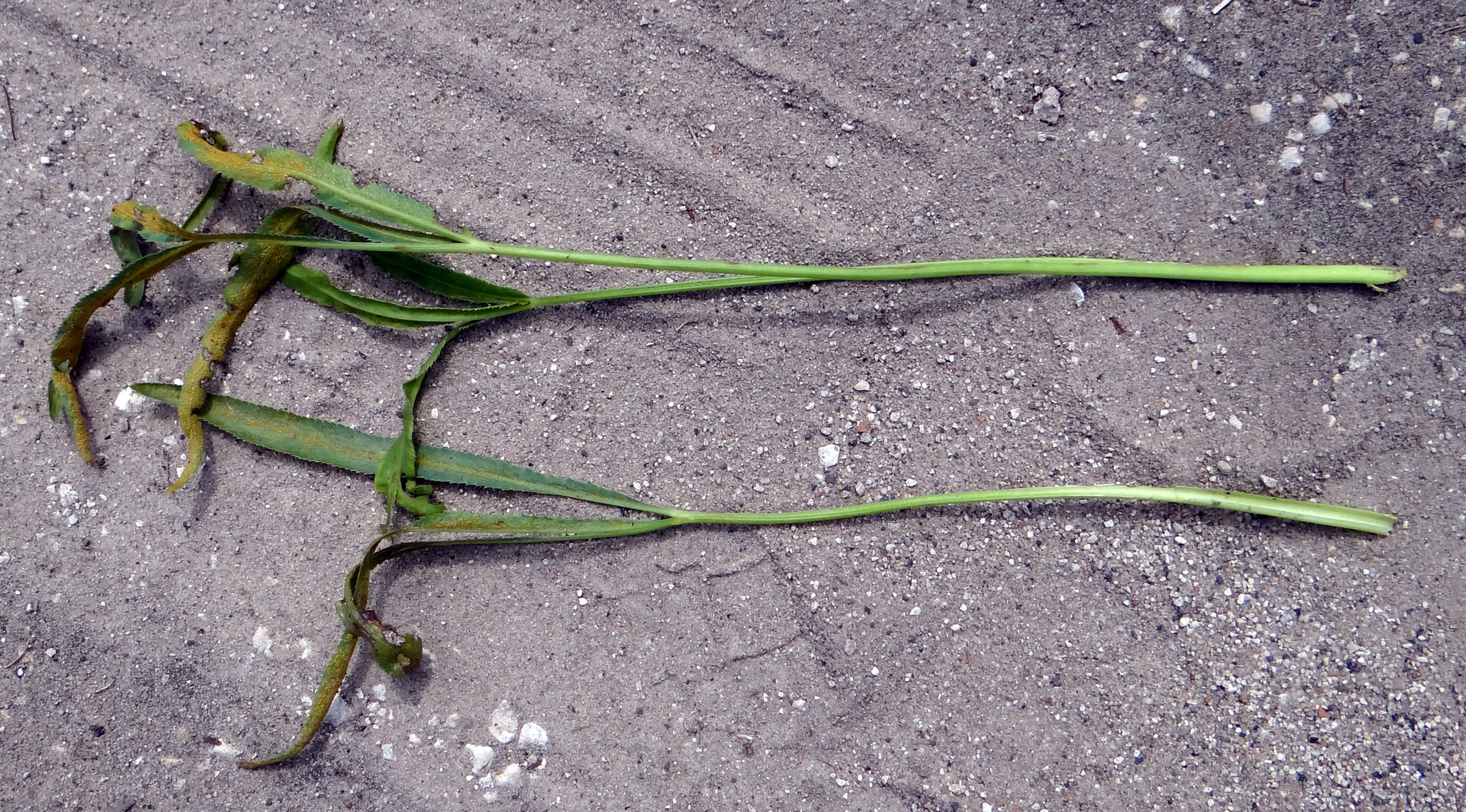
Zdeformowane liście
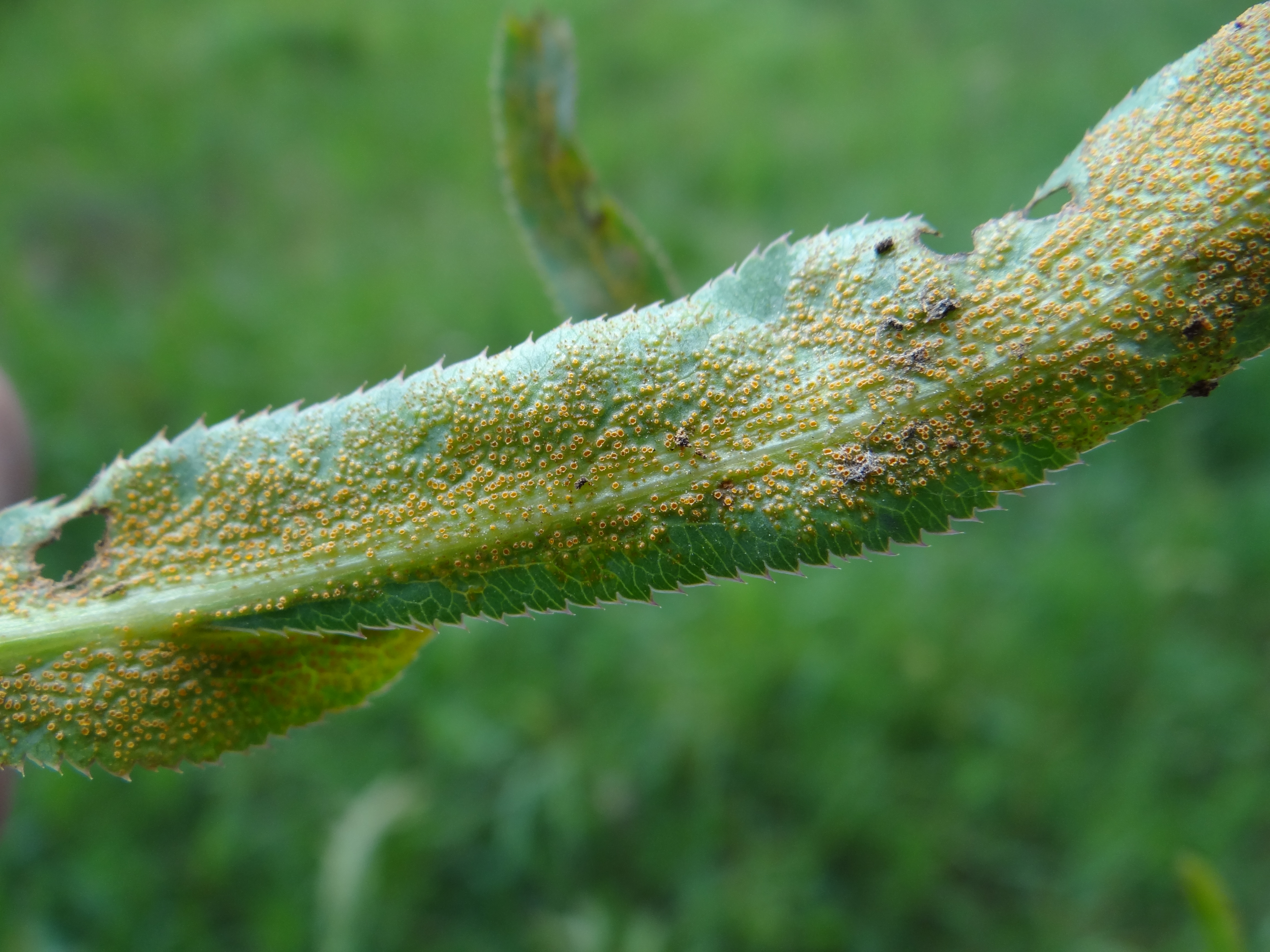
Porażony liść z ecjami
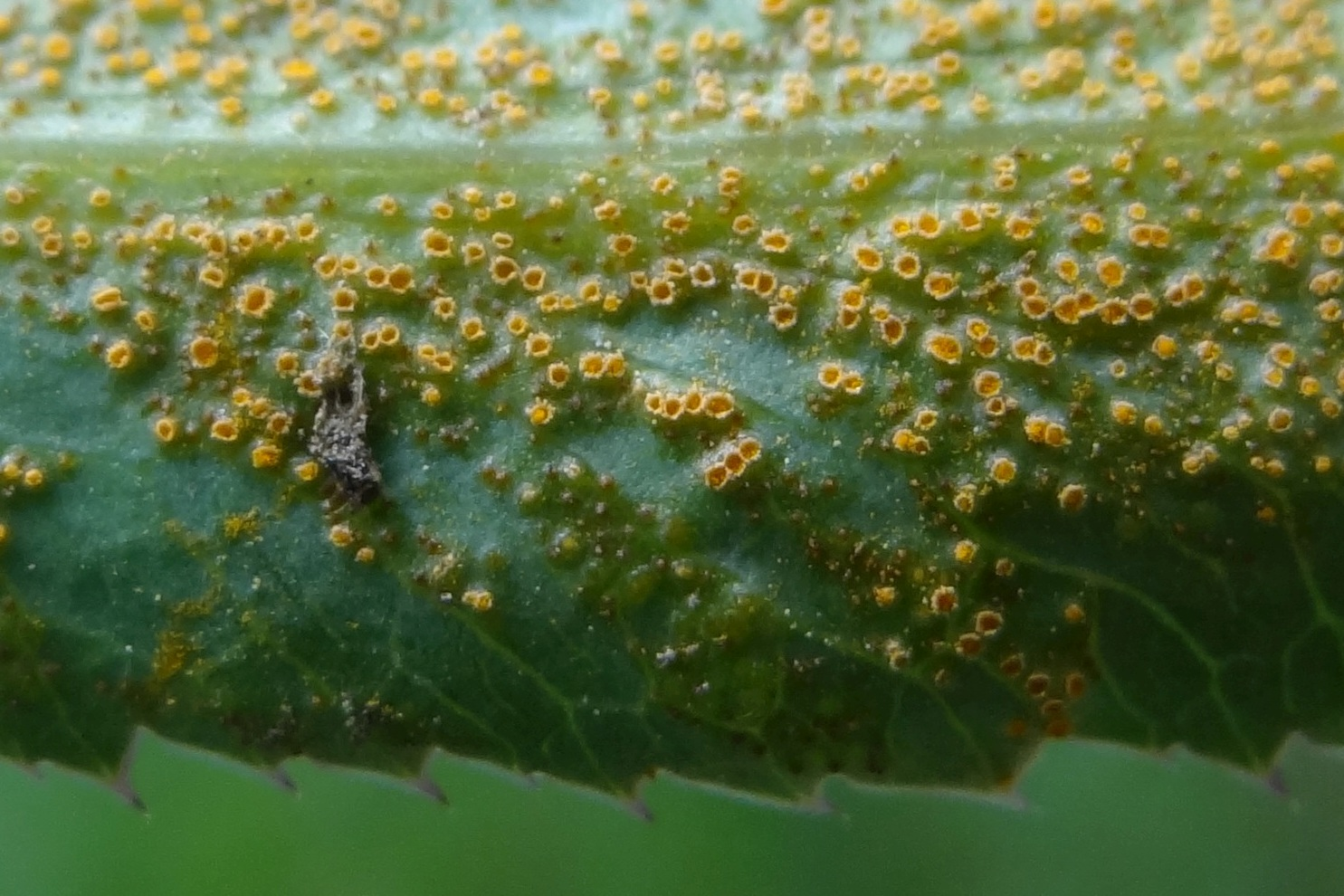
Ecja na porażonym liściu